# 蓬蒂亚克-维耶勒潘特
蓬蒂亚克-维耶勒潘特（法語：Pontiacq-Viellepinte，法語發音：[pɔ̃tjak vjɛlpɛ̃t]）是法国大西洋比利牛斯省的一个市镇，属于波城区。该市镇于1844年由原市镇蓬蒂亚克（Pontiacq）和维耶勒潘特（Viellepinte）合并而成。

## 地理
蓬蒂亚克-维耶勒潘特（43°21'38"N, 0°3'6"W）面积6.98 平方千米，位于法国新阿基坦大区大西洋比利牛斯省，该省份为法国东南部省份，涵盖了贝阿恩与北巴斯克，西临大西洋比斯開灣，北至朗德省，东北接热尔省，东临上比利牛斯省，南与西班牙接壤。
与蓬蒂亚克-维耶勒潘特接壤的市镇（或旧市镇、城区）包括：埃斯科内特、邦塔尤-塞雷、拉马尤、莫尔、蒙塔内、卡斯泰德-多阿特。
蓬蒂亚克-维耶勒潘特的时区为UTC+01:00、UTC+02:00（夏令时）。

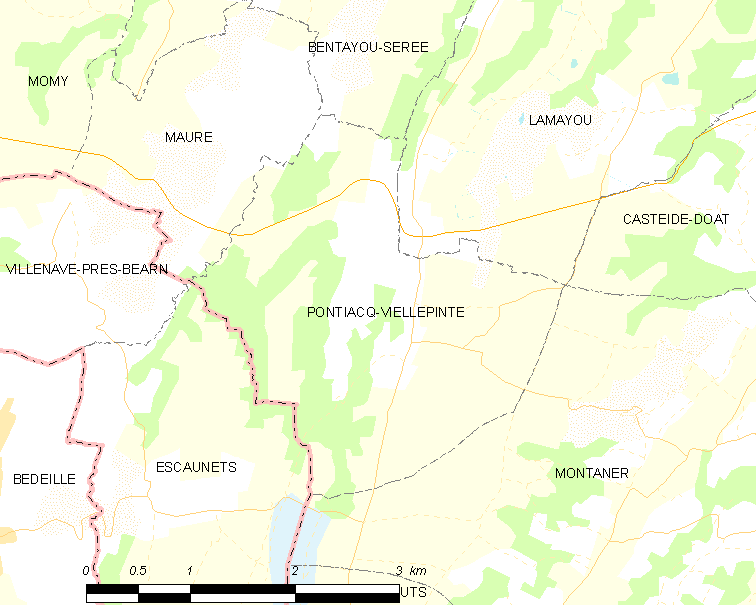
蓬蒂亚克-维耶勒潘特的OSM定位图

## 行政
蓬蒂亚克-维耶勒潘特的邮政编码为64460，INSEE市镇编码为64454。

## 政治
蓬蒂亚克-维耶勒潘特所属的省级选区为莫尔拉斯与蒙塔内雷斯地区县。

## 人口

1962-2008年间蓬蒂亚克-维耶勒潘特人口变化图示

蓬蒂亚克-维耶勒潘特于2022年1月1日时的人口数量为176人。